# Torrenova (métro de Rome)
Torrenova est une station de la ligne C du métro de Rome. C'est à cet endroit que la ligne cesse d'être souterraine jusqu'à son terminus de Monte Compatri - Pantano.

## Situation sur le réseau
Établie en surface, la station Torrenova est située sur la ligne C du métro de Rome, entre la station Giardinetti, en direction de la station terminus ouest (provisoire) San Giovanni, et la station Torre Angela, en direction de la station terminus est Monte Compatri - Pantano.

## Histoire
La station Torrenova est mise en service le 9 novembre 2014, lors de l'ouverture à l'exploitation de la section de Parco di Centocelle à Monte Compatri - Pantano.

## À proximité
La station se trouve à proximité la Grande Raccordo Anulare, la ceinture périphérique de Rome, près de l'échangeur autoroutier no 18.